# Ізенбюттель
Ізенбюттель (нім. Isenbüttel) — громада в Німеччині, розташована в землі Нижня Саксонія. Входить до складу району Гіфгорн. Центр об'єднання громад Ізенбюттель.
Площа — 18,65 км2. Населення становить 6371 ос. (станом на 31 грудня 2021).

## Галерея

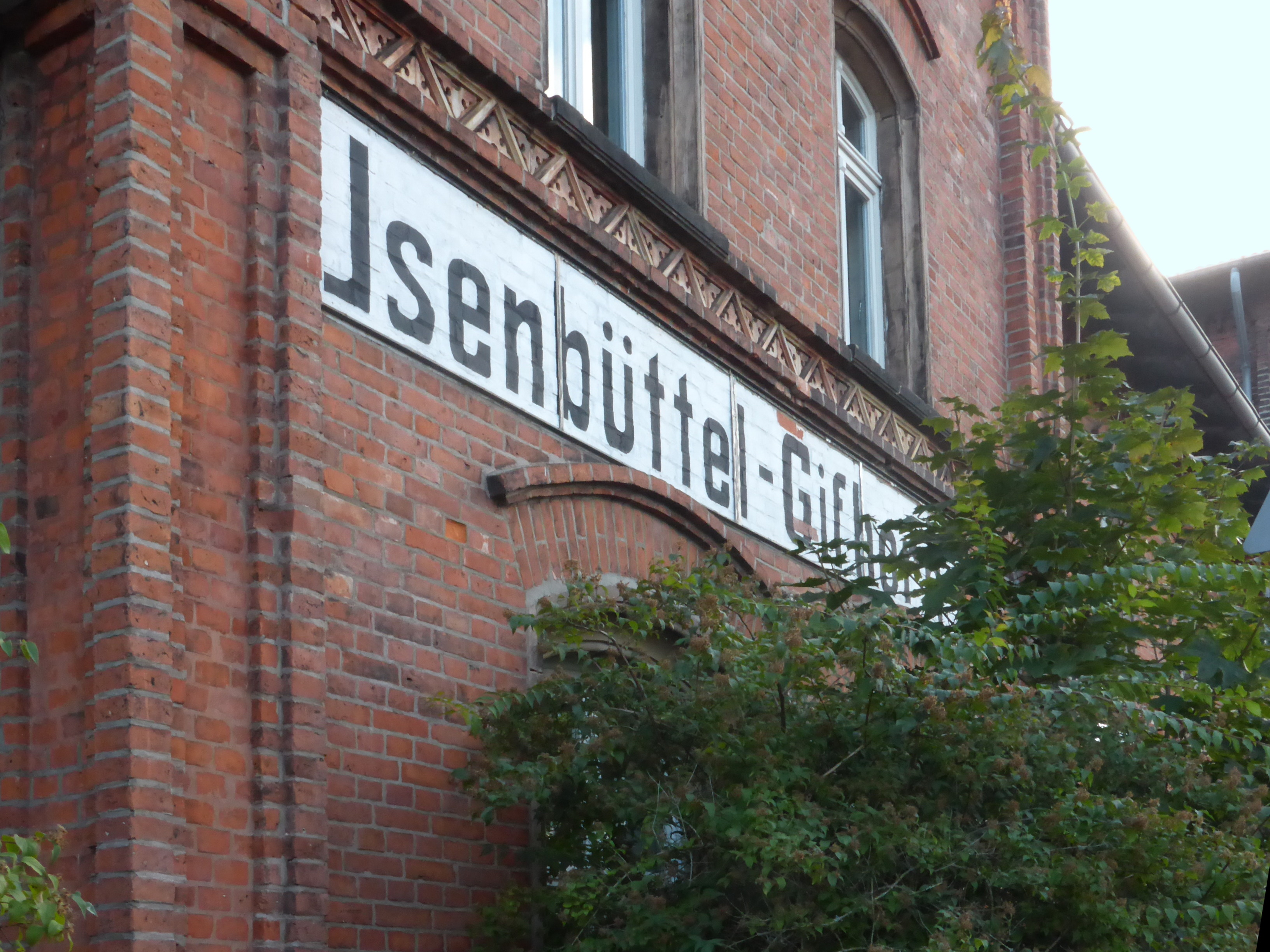
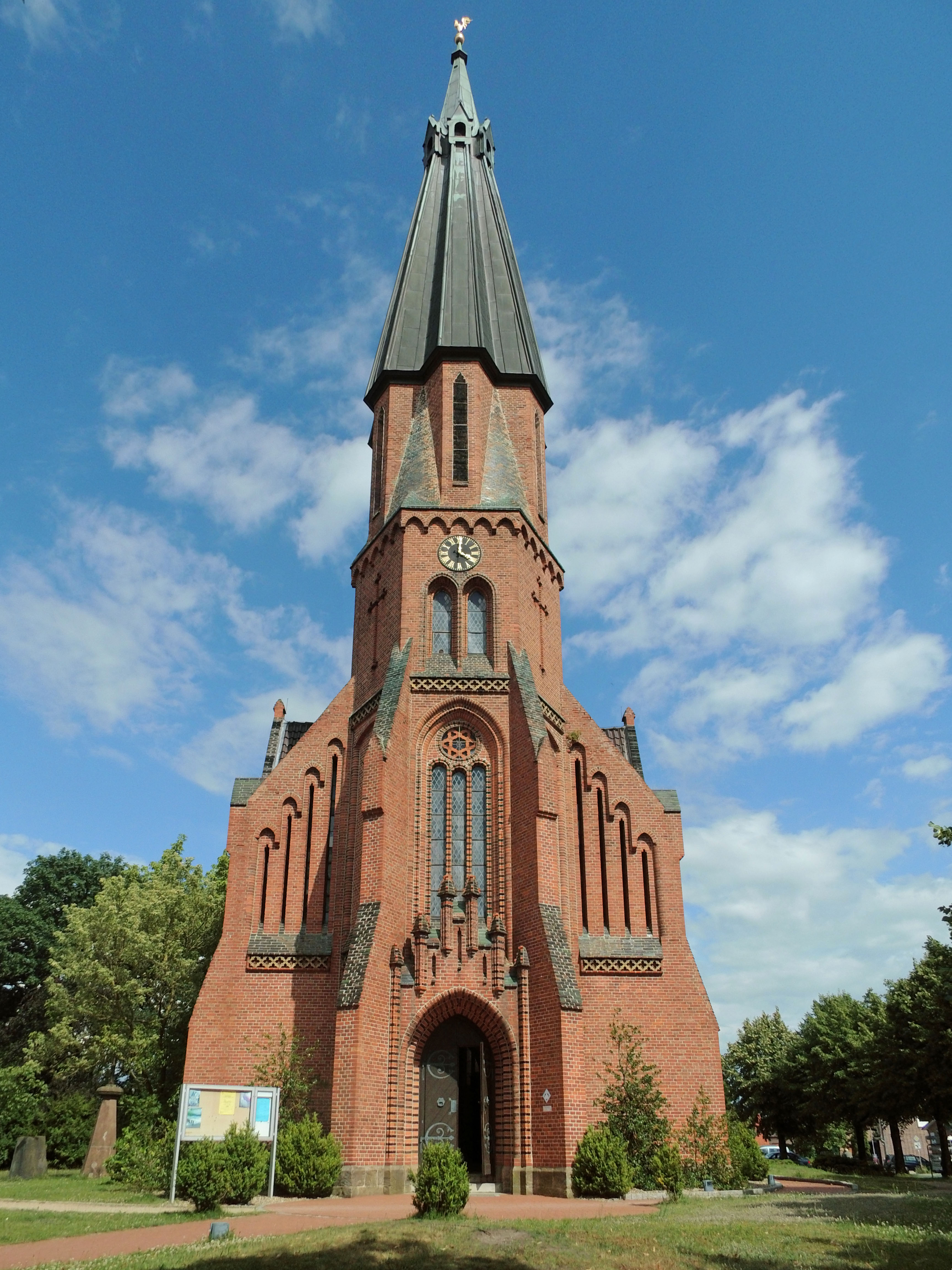
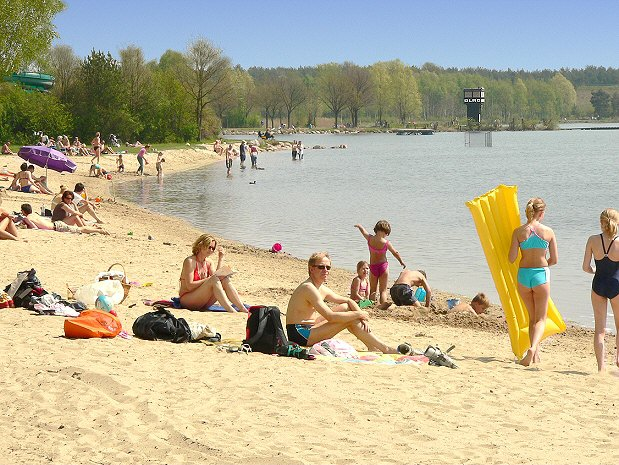